# Державний кордон Португалії

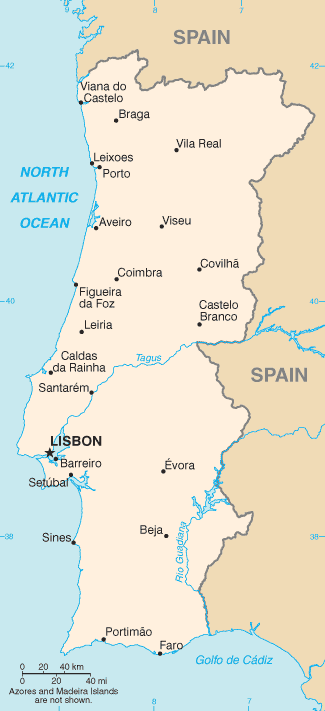
Карта Португалії

Державний кордон Португалії — державний кордон, лінія на поверхні Землі та вертикальна поверхня, що проходить по цій лінії, що визначають межі державного суверенітету Португалії над власними територією, водами, природними ресурсами в них і повітряним простором над ними. 

## Сухопутний кордон
Загальна довжина кордону — 1224 км. Португалія межує лише з Іспанією. 
Ділянки державного кордону
| Держава | Ділянка       | Довжина (км) | Прикордонні регіони                          | Примітки |
| ------- | ------------- | ------------ | -------------------------------------------- | -------- |
| Іспанія | північ і схід | 1224         | Брага, Браганса, Віана-ду-Каштелу, Віла-Реал |          |

## Морські кордони

Морські кордони Португалії

Португалія на заході омивається водами Атлантичного океану.  Загальна довжина морського узбережжя 116 км. Згідно з Конвенцією Організації Об'єднаних Націй з морського права (UNCLOS) 1982 року, протяжність територіальних вод країни встановлено в 12 морських миль (22,2 км). Прилегла зона, що примикає до територіальних вод, в якій держава може здійснювати контроль, необхідний для запобігання порушень митних, фіскальних, імміграційних або санітарних законів, простягається на 24 морські милі (44,4 км) від узбережжя (стаття 33). Виключна економічна зона встановлена на відстань 200 морських миль (370,4 км) від узбережжя. Континентальний шельф — до глибин 200 м.